# Издеглаве
Издеглаве или Издеглавие (среща се и днес неправилното изписване Издеглавье, на македонска литературна норма: Издеглавје, е село в община Дебърца на Северна Македония.

## География
Селото е в Горна Дебърца, част от котловината Дебърца между Илинската планина от изток и Славей планина от запад. Селото е разположено в полето.

## История
Според легендите в Охрид Издеглаве е средновековната Главеница.
В XIX век Издеглаве е българско село в нахия Дебърца на Охридската каза на Османската империя. В него е и седалището на мюдюрина на цяла Дебърца.
В 1845 година руският славист Виктор Григорович пристига в Издеглавие в търсене на Главиница и пише в „Очерк путешествия по Европейской Турции“:
| „ | ...в неголяма долина, наричана Горна Дебърца, в подножието на скалиста планина лежат няколко схлупени къщички с голяма къща на собственика. Това е Издеглавие, чифлик, тоест частна собственост, жителите му са непостоянни, тъй като собственикът турчин сменя работниците. След това узнах, че на западния склон на планината има следи от старо село, а малко по-нагоре в гората се крие древна църква. Западно от това място, зад рекичката Сини вир, на едно възвишение има старо гробище и разрушена църква. С водач и двама албанци огледах тези места. В гората намерих малка каменна църква, над чиято врата има изписан на стената образ с надпис: „свѧтыи Никола“. Вътрешността ѝ беше напълно опустошена. Стенната живопис, на която някога е имало гръцки, и изглежда славянски насписи, изобразяваше деянията на светите Константин и Елена. Иконостасът беше гол: иконите, от които живописта се беше изтрила, лежаха на пода и на аналоя. Вътрешността на олтара беше покрита с прилепи. Под планината имаше следи от жилища, но не и признаци на големи каменни постройки. След като пресякох рекичката Сини вир, на възвишението огледах гробището, чиито надгробни камъни бяха без надписи, както и развалините на църквата „Свети Димитър“ наблизо. | “ |

В „Етнография на вилаетите Адрианопол, Монастир и Салоника“, издадена в Константинопол в 1878 година и отразяваща статистиката на населението от 1873 година Издегловие (Izdéglovié) е посочено като село с 45 домакинства със 128 жители българи.
Според Васил Кънчов в 90-те години Издеглавье чифлик има 15 къщи. Според статистиката му („Македония. Етнография и статистика“) от 1900 година Издеглавье е населявано от 220 жители, всички българи християни.
На Етнографската карта на Битолския вилает на Картографския институт в София от 1901 година Издеглави е чисто българско село в Охридската каза на Битолския санджак с 28 къщи.
В началото на XX век цялото население на селото е под върховенството на Българската екзархия. По данни на секретаря на екзархията Димитър Мишев („La Macédoine et sa Population Chrétienne“) в 1905 година в Издеглавие има 224 българи екзархисти.
При избухването на Балканската война 10 души от Издеглаве са доброволци в Македоно-одринското опълчение.
Според преброяването от 2002 година селото има 136 жители македонци.
| Националност | Всичко |
| македонци    | 16     |
| албанци      | 0      |
| турци        | 0      |
| роми         | 0      |
| власи        | 0      |
| сърби        | 0      |
| бошняци      | 0      |
| други        | 0      |

В селото има църкви „Свети Димитър“ – от XX век, и „Света София“.

## Личности
Родени в Издеглаве
- Наум Илиев (1874 – ?), български революционер
- Сандре Мойсов Митрев, български революционер от ВМОРО[11]
- Славе Стояновски (р. 1943), югославски офицер, генерал-майор